# Aleksei Stakhànov
Aleksei Grigórievitx Stakhànov (en rus Алексей Григорьевич Стаханов, 1905-1977) fou un cèlebre miner soviètic nascut a Lúgovaia, prop d'Oriol. Fou nomenat Heroi del Treball Socialista el 1970.
Arran d'un concurs organitzat pel Komsomol, aquest miner de la mina Tsentràlnaia-Irmino del Donbàs aconseguí extraure catorze vegades més carbó que la mitjana el 31 d'agost de 1935: 102 tones en 6 hores de treball. El normal eren 7 tones. La propaganda soviètica l'agafà com a model per a tots els treballadors de l'URSS. Aquest exemple de sacrifici personal en benefici del Partit rebé el nom d'estakhanovisme.

## Carrera
El 1927, començà treballant a la mina de Tsentràlnaia-Irmino, a la vila de Kadievka, al Donbàs ucraïnès. L'agost de 1935 va ser quan va batre el famós rècord, 102 tones de carbó extretes en 5 hores i 45 minuts de treball. El 9 de setembre, Stakhànov trencà el seu propi rècord amb l'extracció de 227 tones de carbó. És a partir d'aquest moment quan esdevé model per a tots els treballadors, per la seva empenta i el seu sacrifici. Fins i tot va ser portada del Time Magazine. Tanmateix, la veracitat d'aquesta fita ha estat molt discutida: pareix que Stakhànov hauria rebut ajuda de col·legues seus, a causa de l'interès del Partit en l'èxit del que ja era model de treballador socialista.
Entre 1936 i 1941, Stakhànov estudià a l'Acadèmia Industrial de Moscou. Entre 1941 i 1942, va ser nomenat director de la mina núm. 31 de Karaganda. Entre 1943 i 1957, Stakhànov treballà al Ministeri de la Indústria del Carbó de la Unió Soviètica. Entre 1957 i 1959, se'l nomenà cap del trust Txistiakovantratsit, com a ajudant de l'enginyer en cap de la mina núm. 2/43 al departament Torezantratsit del trust abans esmentat. Ací romangué fins a la seva jubilació el 1974.
Stakhànov també va ser diputat del Soviet Suprem. Va rebre dos Ordes de Lenin, un Orde de la Bandera Roja i nombroses medalles. L'últim diumenge d'agost va ser proclamat la «Diada del miner de carbó», presumiblement en honor seu.